# 孙燕生
孙燕生（英語：Edmund Sun)，出生于台湾，华裔美国人，工程师、企业家。他创办的公司，生产制造出了世界上最早的MPEG编码器芯片（C-Cube），以及世界上最早的通過商業化生產的專為VCD1.1標準設計的VCD播放機（DVS和万燕电子）。

## 生平
在台湾交通大学，孙燕生取得了电物理学学士学位。毕业后，赴美深造。在美国加州理工学院，孙燕生又分别取得了电子工程硕士学位、应用物理及电子工程博士学位以及商业经济博士学位。
1981年，孙燕生同其他几名从因特尔离职的工程师一起创办了Weitek公司。1988年，孙燕生、亚历克斯·巴尔坎斯基、阿兰·罗斯曼和吉姆·拉弗蒂四人联合创办了C-Cube公司。1992年，孙燕生创办了Digital Video Systems公司(缩写记作DVS)。
1993年3月，孙燕生与姜万勐共同投资1700万美元，成立了万燕公司，意在用美国MPEG技术研制视听新品。1993年9月4日，万燕电子与DVS合作，成功推出了世界上最早的通過商業化生產的專為VCD1.1標準設計的VCD播放機——万燕CDK-320型。
2004年，孙燕生和C-Cube公司的第一任CTO联合创办了C2 Microsystems公司。

## 荣誉
孙燕生荣获台湾交通大学杰出校友奖以及多项艾美奖。因C-Cube公司在MPEG芯片上取得的创造性成果，孙燕生被西方DVD行业技术协会授予了终身成就奖。

## 争议
DVS公司曾指控孙燕生代表C2 Microsystems公司就2004年从DVS转移到C2的技术价值作了虚假陈述，并要求超过1000万美元的赔偿。2009年，初审驳回原告上诉。2011年，二审维持原判。